# Abyssocottus korotneffi
Abyssocottus korotneffi är en fiskart som beskrevs av Berg, 1906. Abyssocottus korotneffi ingår i släktet Abyssocottus och familjen Abyssocottidae. Inga underarter finns listade i Catalogue of Life.